# 赛武里县
赛武里县，是泰国南部北大年府的一个县。总面积178.4平方公里，总人口64260人，人口密度353.6人/平方公里（2009年）。

## 行政区划
赛武里县辖有11个区，64个村。